# Christian Karl André

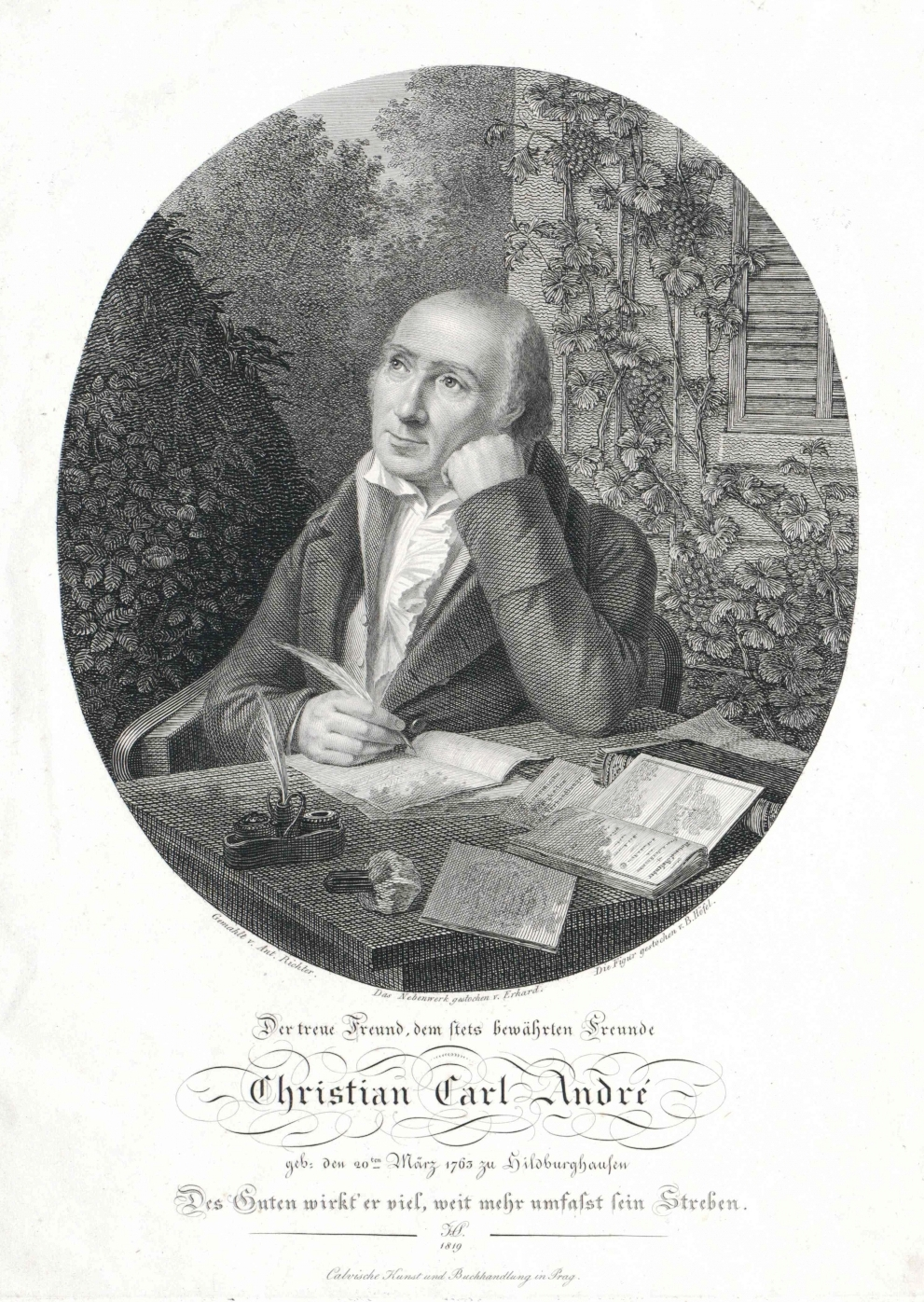
Christian Carl André, Stich von Blasius Höfel nach Ant. Richter (1819)

Christian Karl André (* 20. März 1763 in Hildburghausen; † 19. Juli 1831 in Stuttgart) war ein deutscher Pädagoge,  Landwirt, Journalist, Komponist und Volksaufklärer.

## Leben
Als Sohn des fürstlichen Bereiters und Reitlehrers Johann Friedrich Andrä (1737 bis 1820) und dessen Frau Johanna Rosina Körbitz († vor 1796) wurde Christian Karl André am 20. März 1763 in Hildburghausen geboren. Er studierte ab 1779 an der Universität Jena die Rechtswissenschaften, Pädagogik und Musik. Danach begann er, die Volkskultur zu fördern.
Kurzzeitig wirkte André als Sekretär und Rat im Fürstentum Waldeck, dann wurde er Rat zu Arolsen. 1782 gab er diese staatliche Karriere auf und begann sich für den Unterricht des Volkes einzusetzen, er gründete in Arolsen eine Schule. Dabei orientierte er sich an der Salzmannschule Schnepfenthal. In Schnepfenthal selbst unterrichtete er ab 1785, womit er diese Schule stabilisierte, und kam fünf Jahre später als Leiter einer Mädchenschule nach Gotha. Diese Schule zog 1794 um nach Eisenach. In der Zeit von 1780 bis 1795 war André auch Freimaurer.
Zusammen mit Rudolph Zacharias Becker gründete André 1791 den Anzeiger. Ein Tagblatt zum Behuf der Justiz, der Polizey und aller bürgerlicher Gewerbe, wie auch zur freyen gegenseitigen Unterhaltung der Leser über gemeinnützige Gegenstände aller Art, direkter Vorgänger des Allgemeinen Anzeiger der Deutschen.
1798 erhielt er eine Berufung als Direktor einer evangelischen Schule in Brünn. Nach seiner pädagogischen Zeit wirkte André als praktischer Landwirt. Dabei war er zuerst in Brünn Sekretär der kaiserlich mährischen Gesellschaft zur Förderung des Ackerbaues. 1812 stieg er zum fürstlichen Wirtschaftsrat auf. In Brünn wirkte er an der Gründung des Mährischen Landesmuseums mit.
1817 wurde André Assessor am Georgikon in Keszthely und 1821 kam er schließlich als Hofrat nach Stuttgart. Außerdem fungierte er als Sekretär des landwirtschaftlichen Vereins für Ausbreitung gemeinnütziger Kenntnisse, als Redakteur der Landwirtschaftlichen Zeitschrift und engagierte sich in mehreren privaten Musikvereinen. Von 1809 bis zu seinem Tod war er Herausgeber der enzyklopädischen Zeitschrift Hesperus, die zuletzt bei Cotta erschien und 1832 unter Andrés Nachfolger Friedrich Notter eingestellt wurde. In Stuttgart verstarb er am 19. Juli 1831 in seinem 68. Lebensjahre.
André war mit der Schwägerin Christian Gotthilf Salzmanns verheiratet. Er hatte mehrere Kinder; zwei seiner Söhne wurden ebenfalls bekannte Landwirte: Emil André und Rudolf André.

## Rezension
André gilt als wichtige Person auf dem Gebiet der Volkskultur. Im Unterricht und der Aufklärungsarbeit ging er mit einfachen, verständlichen Mitteln vor, die besonders die Mittel- sowie die Unterklasse betrafen. 45 Jahre lang betätigte er sich außerdem schriftstellerisch und so entstanden etwa 40 Werke. Dabei schrieb er auch wissenschaftliche Arbeiten über Völkerkunde, Naturwissenschaften und Volkswirtschaft, die schon bald veraltet waren. Er war (Ehren-)Mitglied bekannter Vereine zur Volkskulturwissenschaft. Daneben beschäftigte er sich mit dem Kalenderwesen, das er in Österreich prägte.

## Werke
- Maria von Bismark oder Liebe um Liebe (zwei Bände, Leipzig 1786 bis 1788)
- Felsenburg, ein sittliches unterhaltendes Lesebuch (drei Bände, Gotha 1788/1789)
- Der Freimaurer, oder compendiöse Bibliothek alles Wissenswürdigen über geheime Gesellschaften (Göttingen 1790)
- Der Landmann (1790 bis 1795)
- Gemeinnützige Spaziergänge auf alle Tage im Jahr (zehn Bände, Braunschweig 1790 bis 1797, zusammen mit Johann Matthäus Bechstein und Bernhard Heinrich Blasche bearbeitet)
- Anleitung zum Studium der Mineralogie (Wien 1804)
- Patriotisches Tageblatt (Brunn 1800 bis 1805)
- Ökonomische Neuigkeiten (Prag 1811 bis 1831, danach fortgesetzt von Emil André)
- Kurzer Abriß der Geographie des Oesterreichischen Kaiserthums zur schnellen Hauptorientirung für jeden Vaterlandsfreund (J.G. Calve, Prag 1814)
- ABC, oder erstes Lehrbuch der Mineralogie (Wien 1815)
- Neuer Haus- und Volksfreund für den deutschen Bürger und Landmann (Leipzig 1822 bis 1829)
- Naturkalender für die deutschen Bundesstaaten (Stuttgart 1823 ff.)